# 塞缪尔·多伊
塞缪尔·卡尼翁·多伊（英語：Samuel Kanyon Doe，1951年5月6日—1990年9月9日）是一名賴比瑞亞政治人物、獨裁者，第21任賴比瑞亞總統。1980年掌握实权，任人民救赎委员会主席，1986年至1990年正式执任总统。多伊身为克兰族，他是利比里亚的首位利比里亚土著人总统。
多伊出身于利比里亚内陆农村部族──克兰族，在人口上仍占少数，和其他本地民族一起在过去受美洲裔利比里亚人统治。美洲裔利比里亚人是来自美洲的黑人，他们回到非洲，于1847年建立了利比里亚，之后20任总统都是美洲裔利比里亚人。
多伊在任期间，他将利比里亚的港口向加拿大、中国、以及欧洲多国的货运船只开放，很多外国公司来此投资，使利比里亚成为西非知名的避税天堂。
多伊希望通过立法增加政权的合法性，于1984年颁布利比里亚的新宪法，1985年举行了总统选举并获胜，然而外国观察员报告选举有舞弊行为。多伊的政策偏向于自己所在的克兰族，遭到其他部族的不满，而冷战的结束使得美国停止对其援助，多伊的政权摇摇欲坠。1989年12月，第一次利比里亚内战爆发。1990年9月9日，首都蒙罗维亚总统府被反对派武装占领，多伊被普林斯·约翰逊的军队捕获虐待后处死。

## 生平
1951年，多伊生於大吉德县图宗镇一個克蘭族農民家庭。早年在理查森浸禮會初級中學（R. B. Richardson Baptist Junior High School）讀書。1969年入伍，在蒙特塞拉多州杜伯曼軍事訓練營受訓。1970年完成基本軍事訓練課程後，先後派到席费林軍營（Camp Schieffelin）和蒙羅維亞的巴克利訓練中心（Barclay Training Center）第三營。
四個月後，到蒙羅維亞的無線電和電訊學校學習，1971年以優等成績畢業。1973年升為代理上士，帶兵150人，控制兵營監獄、中心監獄蒙羅維亞中心的軍火庫，並負責一支奉命去大角山的常駐分遣隊。1975年8月升為上士，並利用業餘時間先後在巴克利訓練中心的兵營聯合學校及一所高級中學進修。

### 政變奪權
1979年4月14日，賴比瑞亞發生了「大米事件」，反對黨為抗議總統威廉·理查德·托尔伯特政府提高大米價格，在首都蒙羅維亞示威遊行。當局出動軍警鎮壓，打死傷示威群眾500多人，此後，全國抗議、罷工運動此起彼伏。到了 1980 年3 月，蒙羅維亞市的群眾運動再次掀起高潮。動盪不安的形勢為多伊的崛起提供了良機。
1980年4月12日深夜，多伊領著十幾個穿著國民警衛隊軍服的人悄悄鑽進了賴比瑞亞總統府。經過一場激烈的槍戰，多伊衝進了總統的臥室，總統托爾伯特還來不及說話，就被多伊的衝鋒鎗結束了性命。凌晨，多伊指揮政變部隊占領了總統府，隨即在電台宣布政變成功。

### 组建内阁
在政变后，多伊获得了将军的职位，并成立了由他本人和其他14位低级官员组成了人民救赎委员会（PRC），开始了自己的独裁统治。该政权的早期阶段以推翻旧利比里亚政府为目标，并一一清除前总统托尔伯特的幕僚。同时，多伊也下令释放约50名反对党领导人，他们大多都是因反对真辉格党而被监禁的在野党领袖。
之后，多伊又拘捕了91名前政府官员。在几天之内，托尔伯特内阁的11名前成员，包括他的兄弟弗兰克，被以“叛国罪，腐败猖獗和严重侵犯人权”等罪行遭到指控。紧接着，多伊暂停宪法，单独成立了委员会对旧政府官员进行查处，由于被告陪审团遭到秘密威胁而拒绝出席，导致这些官员无一列外的被判处死罪。
当时的美国政府对多伊的政变表示过赞许，并认为这次事件结束了美裔黑人对利比里亚的133年精英统治，开始了第一次由利比里亚土著的自主统治，开启了独立治国的历史新篇章。
然而，多伊在政变后以新政府人民救赎委员会没有政治经验为由，多次暂停宪法，导致利比里亚在1980年至1986年间出现了“无政府状态”，不过多伊仍旧是国家的实际统治者，并在1982年访问中华人民共和国。1985年，他宣布将在明年开始利比里亚的第一次总统民选。
多伊除了軍事教育和軍事訓練外，其他的文化、科學知識幾乎等於零。在他土著黑人祖祖輩輩的思想深處，只有「實力」和「強權」兩個詞。他登上總統寶座後，「實力」、「強權」的觀念一下子匯成了強烈的「權力欲」，而且通過極其兇殘的形式表現出來。例如，多伊上台僅僅一周，就把前政府高級官員赤身裸體綁在海邊沙灘一排木樁上「示眾」，犯人們在海風中幾乎被凍僵，可多伊津津有味地欣賞著這「勝利的一幕」。
1986年1月6日當選為總統，翌年1月就任。當政10年，經歷大小政變36次，凡認為是自己政敵的人均予以鎮壓。
賴比瑞亞國家電視台新聞部主編塔尼奧到總統府採訪多伊時小心翼翼，但不幸正好碰上多伊心情不佳，多伊一揮手：「我不願意再跟這個傢伙說話」，就命人將塔尼奧拖下去活活打死。多伊上台十年，經濟崩潰，民不聊生，治國無方，但搜刮民脂民膏卻很有辦法。
鑒於各界群眾的不滿，多伊不得不遵守他上台時許下的「還政於民」的諾言。1985 年10 月，全國焦急期盼的大選總算來到了。多伊違背自己的承諾，仍舊參加總統競選。而且在選舉期間，多伊使用賄賂的手段大肆拉攏人心。為保證自己在票數上的優勢，多伊解散了計票委員會，將選票運到自己指定的地點，並改派自己的人去統計選票。
結果，僅有25%左右得票率的多伊，舞弊變成了以 51%多數票當選連任總統。人們當然不接受這個結果，原先是多伊親密助手，和多伊一起政變的托馬斯·奎翁克帕潛回國內密謀政變，被多伊鎮壓了下去，屍體被肢解，一家被族滅。

## 被杀
1989年12月，又有曾是多伊的好友、原多伊的大臣，新聞局副局長查爾斯·泰勒揭竿而起，一路勢如破竹，一多半以上的城鎮被泰勒的反政府軍所控制。為了防止賴比瑞亞的戰火蔓延，殃及鄰國，尼日利亚、加纳、几内亚、塞拉利昂、科特迪瓦等國向賴比瑞亞派來了多國維和部隊，出面進行武力調停。
1990年9月9日，塞缪尔·多伊被查爾斯·泰勒手下派系INPFL的领导人普林斯·约翰逊的军队俘虏。多伊被带到了约翰逊的军事基地。他遭受酷刑时的录像带在事后流出，出现在各地的新闻报道中，震惊了国际社会。多伊曾自封為大法師，是天命所歸，宣稱法力無邊，且因是天選之人而刀槍不入，约翰遜为了打擊多伊的支持者，揭露多伊的神棍行徑，证明多伊没有受到黑魔法的保护，约翰逊命人在他面前割掉了多伊的耳朵。当多伊的耳朵被割掉时，约翰逊正啜饮着啤酒。从录像中可以看到，多伊的腿上戴了镣铐，龟头上绑了一些奇怪的东西。在录像结束时，多伊被迫起身，他的一些手指和脚趾也被割掉，并且有人正试图割掉其中指。在约翰逊手中遭受了12个小时的折磨后，多伊最终被杀，他被烟头烙烫过、剃了光头的尸体赤裸地展示在蒙罗维亚的街道上。多伊的尸体后来被挖掘出来并重新埋葬。